# Барановка (Карачевский район)
Барановка — деревня в Карачевском районе Брянской области, в составе Карачевского городского поселения. 

Расположена у северо-восточной окраины города Карачева. Население — 23 человека (2010).

## История
Упоминается с середины XIX века; входила в Драгунскую волость Карачевского уезда; с 1925 года в составе Карачевской волости, Карачевского района (с 1929). До 2005 года — в Первомайском сельсовете.
| Годы      | 1866 | 1979 | 1989 | 2002 | 2010 |
| --------- | ---- | ---- | ---- | ---- | ---- |
| Население | 84   | 168  | 102  | 30   | 23   |